# Plaza de Armas de Chillán
La Plaza de Armas de Chillán o Plaza de la Independencia, es un área verde ubicada en la ciudad chilena de Chillán, ubicada exactamente en el centro del sector de Las Cuatro Avenidas, este sitio es el punto exacto de la cuarta y última fundación de la ciudad.

## Historia
Tras el Terremoto de Concepción de 1835, la ciudad de Chillán, que en ese tiempo se ubicaba en el sector Alto de la Horca de Chillán Viejo, tuvo la necesidad de realizar una cuarta fundación a raíz de la destrucción de la ciudad. Para ello se contrató a don Carlos Lozier, quien inmediatamente creó un plano damero cuyo centro era la actual plaza de armas de Chillán, así mismo también, de manera equidistante, trazó también las plazas de La Victoria, Héroes de Iquique, Sargento Aldea y Pedro Lagos.
En 1910, con motivo de las celebraciones del Centenario de Chile, el escultor argentino Roberto Negri realizó la estatua de Bernardo O'Higgins, cual actualmente se ubica en el centro de la plaza, sin embargo, esta estatua no sería inaugurada hasta 1919, producto de la omisión de las autoridades en la capital chilena para una inauguración solemne, lo cual originó el malestar de los ciudadanos locales, quienes luego de un evento en el Teatro Municipal de Chillán, exigieron a las autoridades locales, develar la escultura instalada en la plaza, organizando así una ceremonia improvisada.

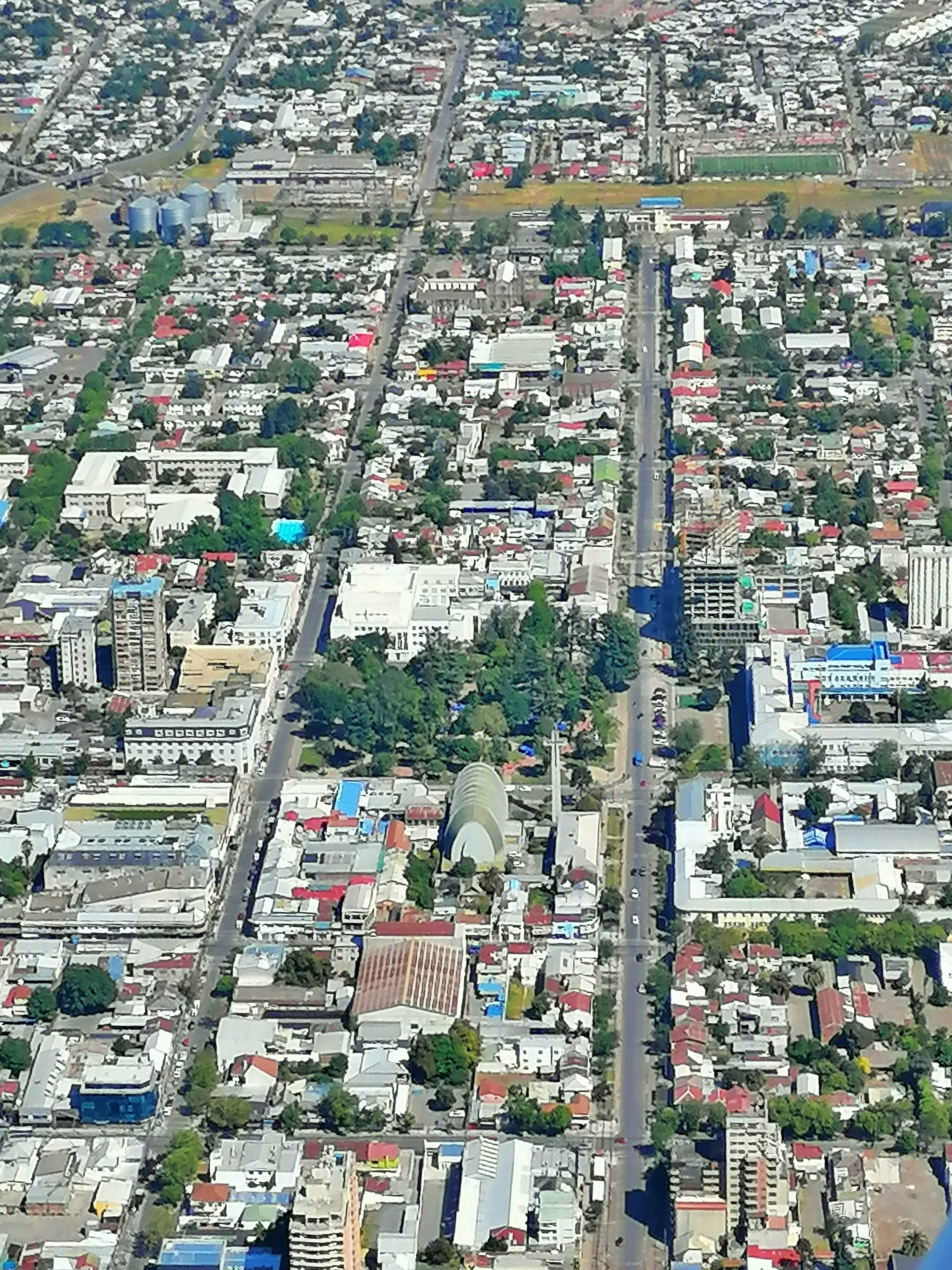
Vista aérea de la plaza y su entorno

El día 24 de enero de 1939, ocurre el Terremoto de Chillán y la plaza se convierte en punto de hospedaje para las víctimas del sismo. Diez años más tarde, es realizada la primera exposición de automóviles en la ciudad, organizada por la empresa Ford Motor Company.
Ya en 2017, se aprobaron los recursos por parte de la Gobernación Regional para la modernización del centro cívico de la ciudad, en el cual se esperaba que la plaza sea convertida en un paseo peatonal a nivel de calle, uniendo al área verde, la avenida Libertad, la explanada del Edificio de los Servicios Públicos y el Patio de los Naranjos ubicado al interior del mismo edificio. Sin embargo, su financiamiento fue cancelado. Ese mismo año, las calles del contorno de la plaza, son utilizadas para la Fiesta de la Longaniza de Chillán.
Durante las Protestas en Chile de 2019, la plaza fue escenario de las manifestaciones en la ciudad. Posterior a ello, el aumento de los robos, el consumo de alcohol y drogas y la instalación de carpas de gente sin hogar en esta y diversas plazas cercanas, han hecho sentir más inseguridad a los comerciantes y residentes de esta zona. En 2022, surge una nueva propuesta de remodelación de la plaza, con la inclusión de estatuas de bronce de personajes nacidos en la ciudad, y nuevos baños públicos semisubterráneos, sin embargo, aunque la propuesta fue aprobada por el municipio, no ha existido proyecto presentado en el Gobierno Regional.

## Obras

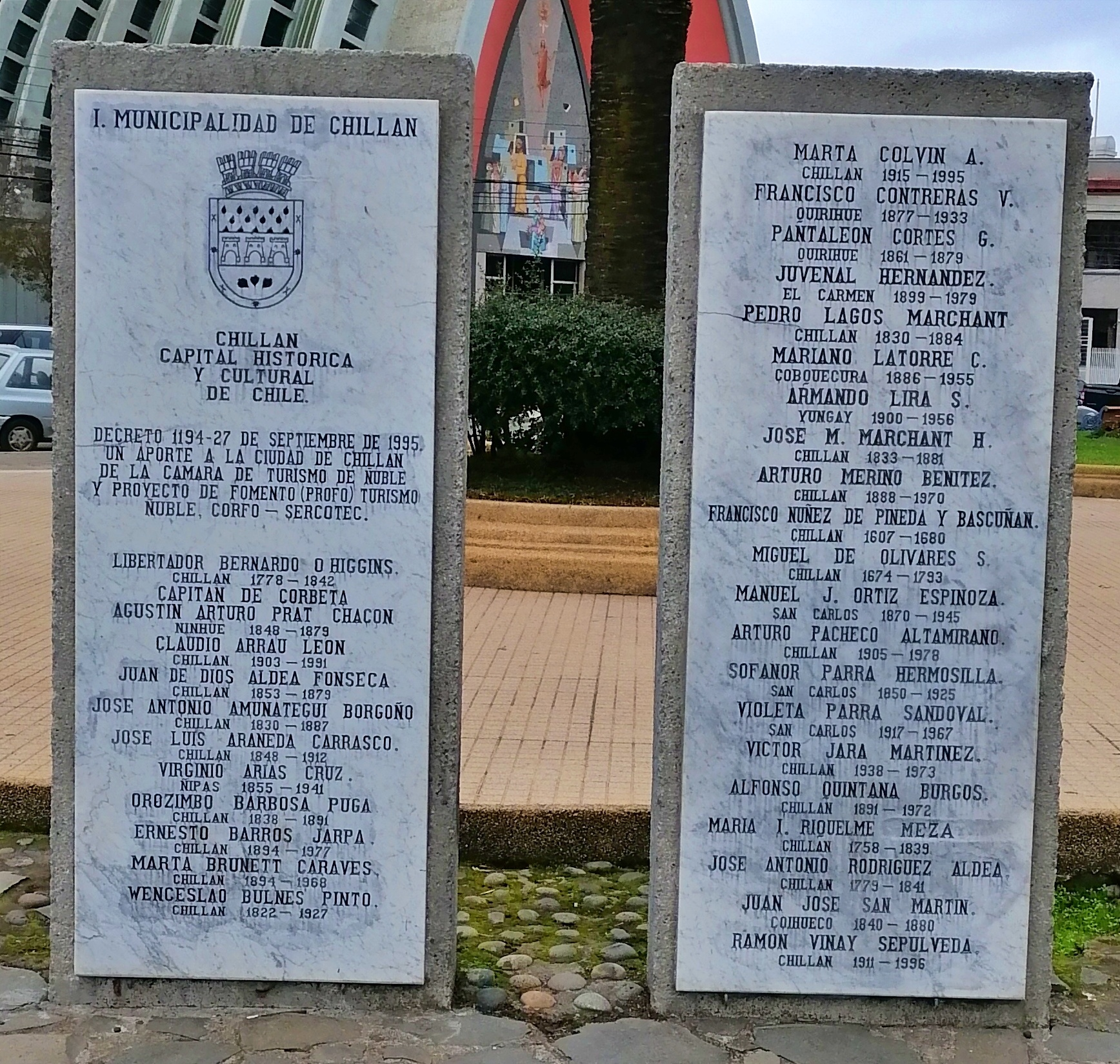
Monolito "Chillán, capital histórica y cultural de Chile"

- Monumento a Bernardo O'Higgins: Ubicada en el centro de la plaza, representa la abdicación de O'Higgins en 1823 y en su parte inferior, muestra escenas de las batallas de Rancagua y El Roble,[13] como también a Clío con una corona de laureles.[14]
- Monolito "Chillán, capital de la provincia de Ñuble": Hecha en 2010, como conmemoración de la Cuarta fundación de Chillán, por mandato de José Joaquín Prieto y Carlos Lozier.[15]
- Monolito "Chillán, capital histórica y cultural de Chile": Obra creada en 1995, es un homenaje a los hijos ilustres de la ciudad de Chillán, como también a la entonces, Provincia de Ñuble.[15]
- Estatuas ornamentales: Existen varias estatuas, entre ellas, una réplica de "Europa" de la serie de obras Continentes de Virginio Arias.[15]

## Entorno
El entorno de la Plaza de armas de Chillán es también conocido como el Centro cívico de Chillán. El lado norte de la plaza se encuentra el Edificio de los Servicios Públicos; al oriente se ubica la Catedral de Chillán, un centro de eventos y locales comerciales; al suroriente se encuentra el Paseo peatonal Arauco y el Edificio de Los dos Cuyanos. Al sur se ubica un hotel y locales bancarios; mientras que al poniente se encuentran los Edificios Municipales de Chillán, compuesto por el Teatro Municipal de Chillán, el Centro de extensión de la Universidad del Bío-Bío y el Edificio de la Municipalidad de Chillán y; finalmente, al norponiente se encuentra el Edificio Paseo Los Héroes.